# Giuseppe Antonio Ermenegildo Prisco
Giuseppe Antonio Ermenegildo Prisco (8 de setembro de 1833 - 4 de fevereiro de 1923) foi um cardeal italiano da Igreja Católica Romana, que serviu como arcebispo de Nápoles .
Prisco nasceu em Boscotrecase, perto de Nápoles. Ele foi educado no Seminário Arquiepiscopal de Nápoles.
Foi ordenado sacerdote em setembro de 1856 com um indulto porque ainda não havia atingido a idade canônica. Ele serviu como professor de filosofia no seminário, onde ele mesmo foi ensinado. Mais tarde, ele atuou como professor de direito racional no Ospizio Ecclesiastico di Maria, em Nápoles. Ele também foi prefeito de estudos no Seminário Arqueológico de Nápoles e Examinador do clero. Ele foi um representante do Arcebispo Guglielmo Sanfelice d'Acquavilla para a Società Cattoliche Operaie.
Ele foi criado e proclamado cardeal-diácono de São Cesário em Palatio pelo Papa Leão XIII no consistório de 30 de novembro de 1896. Ele optou pela ordem dos sacerdotes cardeais e título de São Sisto em 24 de março de 1898.
Ele foi nomeado Arcebispo de Nápoles em 24 de março de 1898 e foi consagrado em 29 de maio de 1898 na Capela Sistina pelo Papa Leão XIII. Ele participou do Conclave de 1903 que elegeu o Papa Pio X. Ele não participou dos conclaves de 1914 e 1922 por causa de problemas de saúde. Ele morreu em 4 de fevereiro de 1923 de doença pulmonar em Nápoles aos 89 anos de idade.